# Chim cưu
Chim cưu hay chim dodo (tên khoa học: Raphus cucullatus) hay là một loài chim không biết bay đặc hữu của đảo Mauritius (Mô-ri-xơ) ở phía đông Madagascar, Ấn Độ Dương. Dodo cùng với họ hàng gần nhất của chúng là loài Pezophaps solitaria tạo nên phân họ Raphinae của họ Columbidae (bồ câu) và cả hai đều đã tuyệt chủng. Loài có quan hệ gần nhất với dodo còn tồn tại là bồ câu Nicobar. Con người đã từng nghĩ rằng dodo trắng có mặt trên hòn đảo Réunion gần đó, vấn đề này hiện là không rõ ràng liên quan tới loài Threskiornis solitarius (cò quăm Réunion) và những bức họa về dodo trắng.
Các vết tích bán hóa thạch còn lại chỉ ra dodo cao tầm 1 m (3 ft 3 in) và cân nặng có thể từ 10,6 đến 21,1 kg (23 – 47 lb). Con người chỉ biết tới diện mạo thực của dodo qua tranh vẽ và những mô tả trên giấy ở thế kỷ 17. Tuy nhiên, dáng vẻ chính xác ngoài đời của chúng vẫn còn là vấn đề nhập nhằng bởi những mô tả là thiếu đồng nhất và chỉ có một số ít trong đó là vẽ từ mẫu vật sống. Tương tự, con người không biết nhiều điều chắc chắn về môi trường sống và hành vi của dodo. Chúng được mô tả là có bộ lông màu xám-hơi nâu với một túm lông ở đuôi, chân màu vàng, đầu xám, trụi, mỏ xanh, vàng, đen. Chúng sử dụng gastrolith (những viên đá trong mề, hay dạ dày) để giúp tiêu hóa thức ăn mà thành phần được cho là có trái cây. Môi trường sống chủ yếu của dodo được tin là rừng ở vùng ven biển Mauritius. Một nguồn tin cho rằng chúng chỉ đẻ một trứng. Việc dodo trở nên không biết bay được cho là do nguồn thức ăn dồi dào sẵn có và sự thiếu vắng tương đối động vật săn mồi trên đảo Mauritius.
Lần đầu dodo được đề cập đến là vào năm 1598 bởi những thủy thủ Hà Lan. Trong những năm tiếp theo, loài chim này đã bị con người và các loài xâm lấn săn bắt trong lúc mà môi trường sống của chúng đang dần bị hủy hoại. Năm cuối cùng con người còn trông thấy dodo được phần đông đồng tình là 1662. Sự tuyệt chủng của loài này không được chú ý đến ngay và một số người đã cho rằng chúng là một sinh vật tưởng tượng. Vào thế kỷ 19, các nhà khoa học đã tiến hành nghiên cứu một phần nhỏ những gì còn lại của bốn mẫu vật được đem đến châu Âu hồi đầu thế kỷ 17, trong đó có một cái đầu và chân. Kể từ đó, một số lượng lớn những vật liệu bán hóa thạch đã được thu thập ở Mauritius, đa phần là từ đầm lầy Mare aux Songes. Việc dodo tuyệt chủng trong vòng chưa đầy một thế kỷ tính từ thời điểm phát hiện ra chúng đã làm dấy lên sự chú ý về một vấn đề mà trước đó không được thừa nhận, đó là sự dính dáng của con người tới việc các loài sinh vật biến mất toàn bộ. Qua cuốn tiếu thuyết Alice's Adventures in Wonderland (Cuộc phiêu lưu của Alice vào xứ sở thần tiên), dodo đã được công nhận và biết đến rộng rãi. Từ đó hình ảnh của chúng đã dần trở nên cố định trong văn hóa đại chúng, thường là biểu tượng của sự tuyệt chủng và lỗi thời. Dodo hay được xem như linh vật ở Mauritius.

## Sinh cảnh và phân bổ
Sinh cảnh ưa thích của dodo là điều chưa được biết tới, tuy nhiên những mô tả xưa gợi ý chúng cư ngụ trong những cánh rừng ở vùng ven biển phía tây và nam Mauritius. Quan điểm này được ủng hộ bởi thực tế đầm lầy Mare aux Songes nằm ở vùng tây nam Mauritius, gần biển. Sự phân bổ hạn chế như vậy có thể dễ góp phần khiến dodo tuyệt chủng. Tấm bản đồ từ tập san Gelderland năm 1601 đã chỉ ra một hòn đảo nhỏ ngoài khơi Mauritius, nơi dodo bị săn bắt. Julian Hume đề xuất rằng hòn đảo đó nằm trong vịnh Tamarin, phía tây Mauritius. Những chiếc xương bán hóa thạch cũng đã được tìm thấy trong các hang động ở vùng cao, dấu hiệu cho thấy dodo từng có mặt ở đó. Công tác nghiên cứu tại đầm lầy Mare aux Songes chỉ ra sinh cảnh của dodo chủ yếu gồm Sideroxylon grandiflorum, Pandanus và các loài cọ đặc hữu. Vị trí gần biển và đặc tính ẩm ướt của đầm lầy Mare aux Songes đã tạo nên tính đa dạng cao của các loài thực vật, trong khi vùng xung quanh là khô hạn hơn.

## Quan hệ với con người

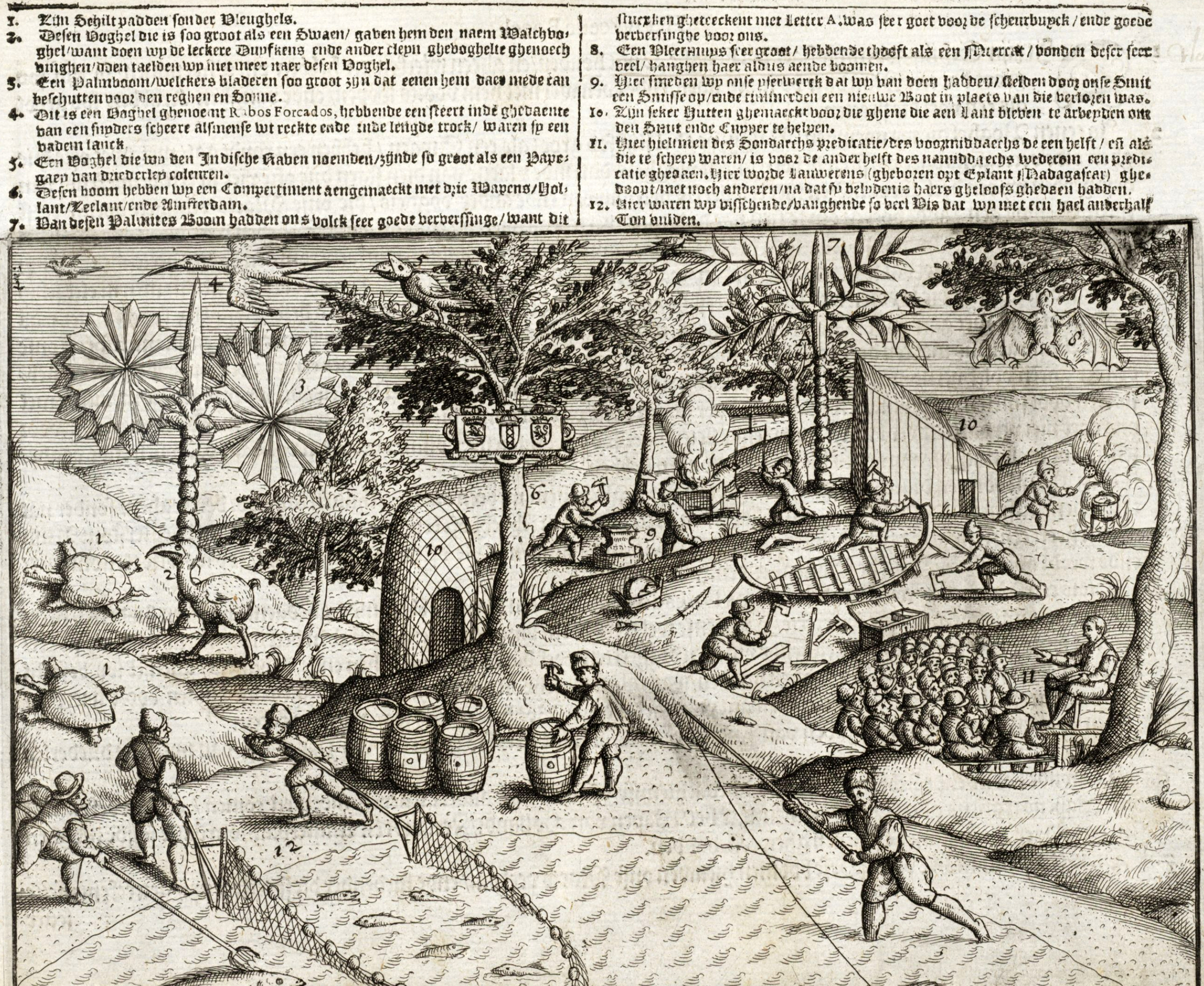
Các hoạt động của người Hà Lan trên bờ biển Mauritius. Ở phía bên trái (số 2, ấn vào hình) là hình mô tả dodo đầu tiên được công bố, 1601

Mauritius đã từng được những chiếc thuyền Ả Rập ghé thăm vào thời Trung Cổ và người Bồ Đào Nha giai đoạn 1507-1513, tuy nhiên cả hai đều không định cư trên đảo. Không thấy thông tin gì về dodo từ phía bọn họ, mặc dù những người Bồ Đào Nha đã đặt tên cho Mauritius là "đảo Cerne" (đảo thiên nga), đó có thể là nói đến dodo. Vào năm 1598 Đế quốc Hà Lan chiếm được Mauritius và từ đó trở đi hòn đảo đã trở thành điểm tiếp tế lương thực cho những chiếc tàu buôn của Công ty Đông Ấn Hà Lan. Lần đầu dodo được mô tả bởi những người Hà Lan trong chuyến thám hiểm đến Indonesia lần thứ hai do đô đốc Jacob van Neck dẫn đầu năm 1598. Trong bản tường thuật năm 1601 xuất hiện bọn họ cùng ảnh minh họa đầu tiên về dodo được công bố. Vì những thủy thủ đầu tiên tới Mauritius đã ở trên biển trong một quãng thời gian dài trước đó, vấn đề chủ yếu mà họ quan tâm ở loài chim lớn này là việc dùng chúng làm thực phẩm. Theo tập san của Willem Van West-Zanen năm 1602, có 24–25 con dodo bị săn làm thức ăn, chúng quá lớn tới mức họ không thể ăn hết và phần còn lại đã được bảo quản bằng cách ướp muối. Một bức vẽ minh họa cho phiên bản công bố năm 1948 của tập san có hình ảnh sát hại dodo và ở dưới là một bài thơ tiếng Hà Lan.
Một số lữ khách ban đầu cho rằng thịt dodo là khó nuốt và họ ưa thịt vẹt hoặc chim bồ câu hơn; số khác thì mô tả thịt chúng dai nhưng được. Có những người săn dodo chỉ để lấy mề bởi đó được xem là phần ngon nhất. Săn dodo không khó tuy nhiên thợ săn cần tránh những đòn tấn công từ cái mỏ uy lực của chúng.
Sự xuất hiện của dodo và gà nước đỏ đã khiến Peter Mundy phải suy ngẫm về việc tại sao chúng, những loài không thể bay hoặc bơi, lại có và chỉ có ở một hòn đảo cô lập, tại thời điểm 230 năm trước ngày thuyết tiến hóa của Charles Darwin ra đời.

### Tuyệt chủng

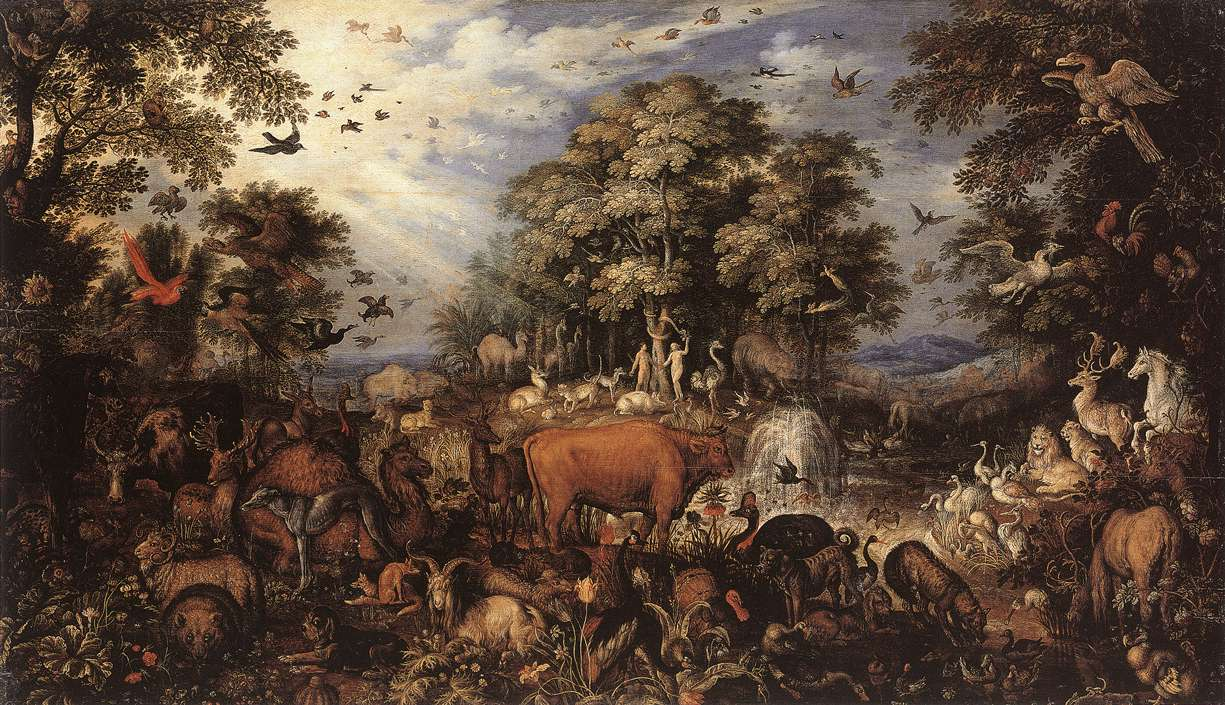
Trong bức họa The Paradise của Savery năm 1626 có hình ảnh một con dodo ở góc dưới bên phải

Cũng như nhiều loài động vật tiến hóa trong tình cảnh cách ly với thú săn mồi khác, dodo hoàn toàn không sợ con người. Điều này cùng đặc điểm không thể bay khiến chúng dễ dàng trở thành mồi cho các thủy thủ. Mặc dù một vài thông tin lẻ tẻ diễn tả việc tàn sát dodo để làm thực phẩm dự trữ cho tàu thuyền, các cuộc điều tra khảo cổ học tìm thấy ít chứng cứ chỉ ra con người ăn thịt dodo. Những chiếc xương của ít nhất hai con dodo đã được phát hiện trong các hang động ở Baie du Cap, chỗ trú ẩn của những nô lệ bỏ trốn và bị kết án trong thế kỷ 17. Vì đây là những nơi địa hình cao, ghập ghềnh, sẽ không dễ để dodo có thể đến được đó. Ở thế kỷ 17, số dân trên đảo Mauritius (diện tích 1.860 km² hay 720 dặm²) luôn không quá 50 người, tuy nhiên họ lại mang tới những loại động vật khác như chó, lợn, mèo, chuột và khỉ đuôi dài, chúng cướp tổ dodo và tranh giành nguồn thức ăn có giới hạn. Cùng thời gian đó, con người đã phá hủy sinh cảnh rừng của dodo. Sự tác động của các loài động vật ngoại lai, đặc biệt là lợn và khỉ, đến số lượng dodo, ngày nay được xem là nghiêm trọng hơn sự săn bắt của con người. Chuột có lẽ không phải là mối đe dọa lớn đến những chiếc tổ bởi dodo đã từng ứng phó vấn đề tương tự đến từ những con cua cạn bản địa.
Tồn tại ý kiến cho rằng dodo có thể đã trở nên hiếm sẵn hoặc khu biệt hóa trước lúc con người tới Mauritius, bởi có vẻ như sự tuyệt chủng sẽ không xảy đến quá nhanh nếu chúng có mặt ở mọi vùng hẻo lánh trên hòn đảo. Cuộc thám hiểm năm 2005 đã phát hiện những vết tích bán hóa thạch của dodo và các loài động vật khác bỏ mạng bởi một trận lũ quét. Các đợt chết hàng loạt như vậy sẽ càng đẩy một loài đang có nguy cơ tuyệt chủng vào tình cảnh khốn cùng. Tuy nhiên thực tế dodo đã sống sót hàng trăm năm qua những lần núi lửa hoạt động và biến đổi khí hậu cho thấy loài chim này thích ứng tốt trong lòng hệ sinh thái của chúng.

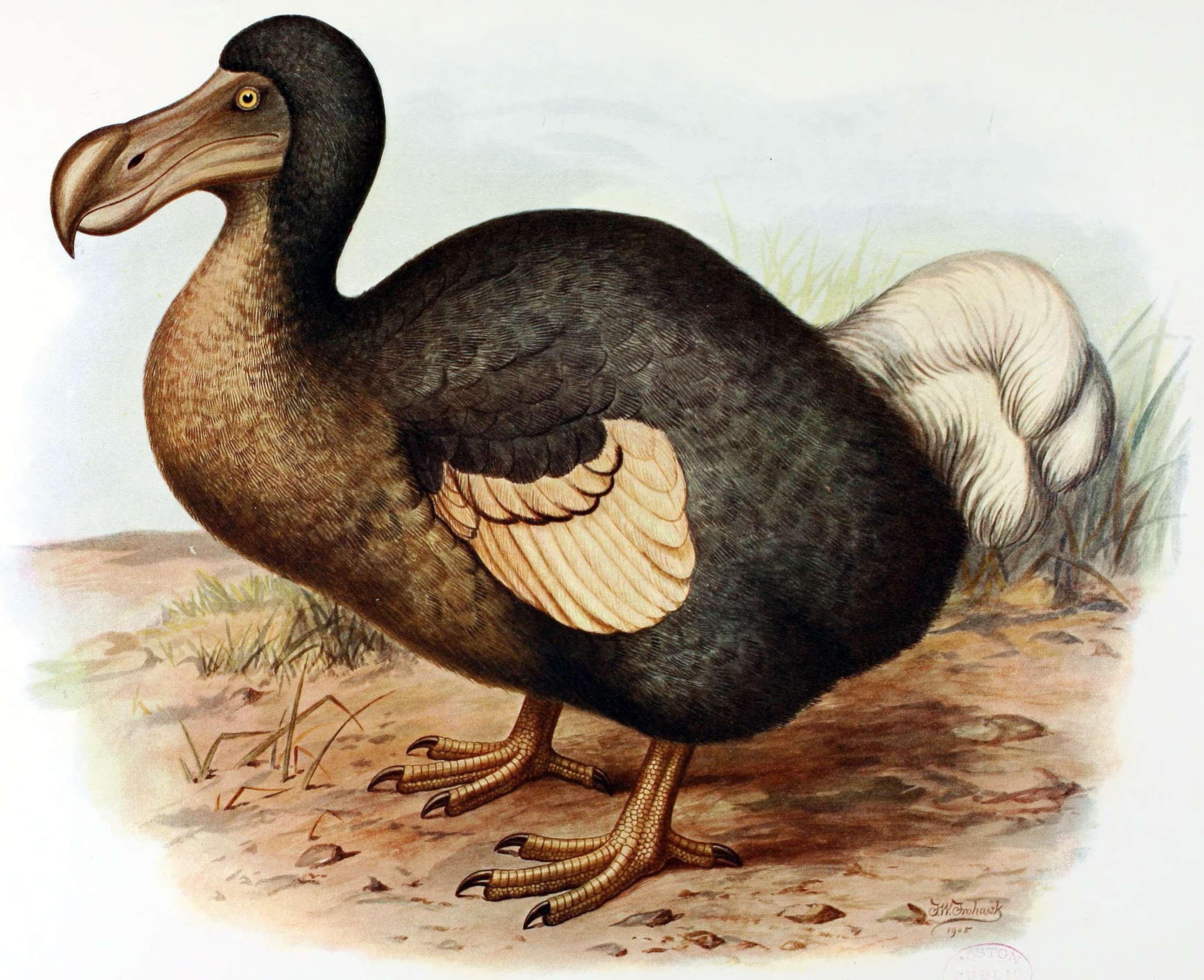
Ảnh phục chế của Frederick William Frohawk dựa theo cuốn Extinct Birds của Walter Rothschild năm 1907

Về thời điểm tuyệt chủng của dodo có một vài tranh cãi. Lần cuối cùng con người còn nhìn thấy dodo được phần đông đồng tình là vào năm 1662, đó là thủy thủ Volkert Evertsz trên con tàu Hà Lan Arnhem bị đắm. Evertsz thuật lại hoạt động săn bắt loài chim này trên một hòn đảo nhỏ ngoài khơi Mauritius mà nay được gợi ý là đảo Amber:
Những con vật này nhìn chúng tôi chằm chằm, không cử động và để yên cho chúng tôi tiếp cận chúng tới một khoảng cách đủ khiến chúng tôi hài lòng. Trong số những con chim này có loại mà ở Ấn Độ họ gọi là Dod-aersen (một loại ngỗng rất lớn); chúng không biết bay và chỉ có những cái chân nhỏ thay vì cánh, tuy nhiên chúng có thể chạy rất nhanh. Chúng tôi lùa chúng vào một chỗ như là cách để có thể bắt chúng bằng tay không và khi chúng tôi túm lấy chân của một con trong số chúng, một tiếng ồn lớn xuất hiện, tất cả những con còn lại đột ngột chạy nhanh hết mức có thể để cứu giúp và bởi vậy chúng cũng bị bắt.

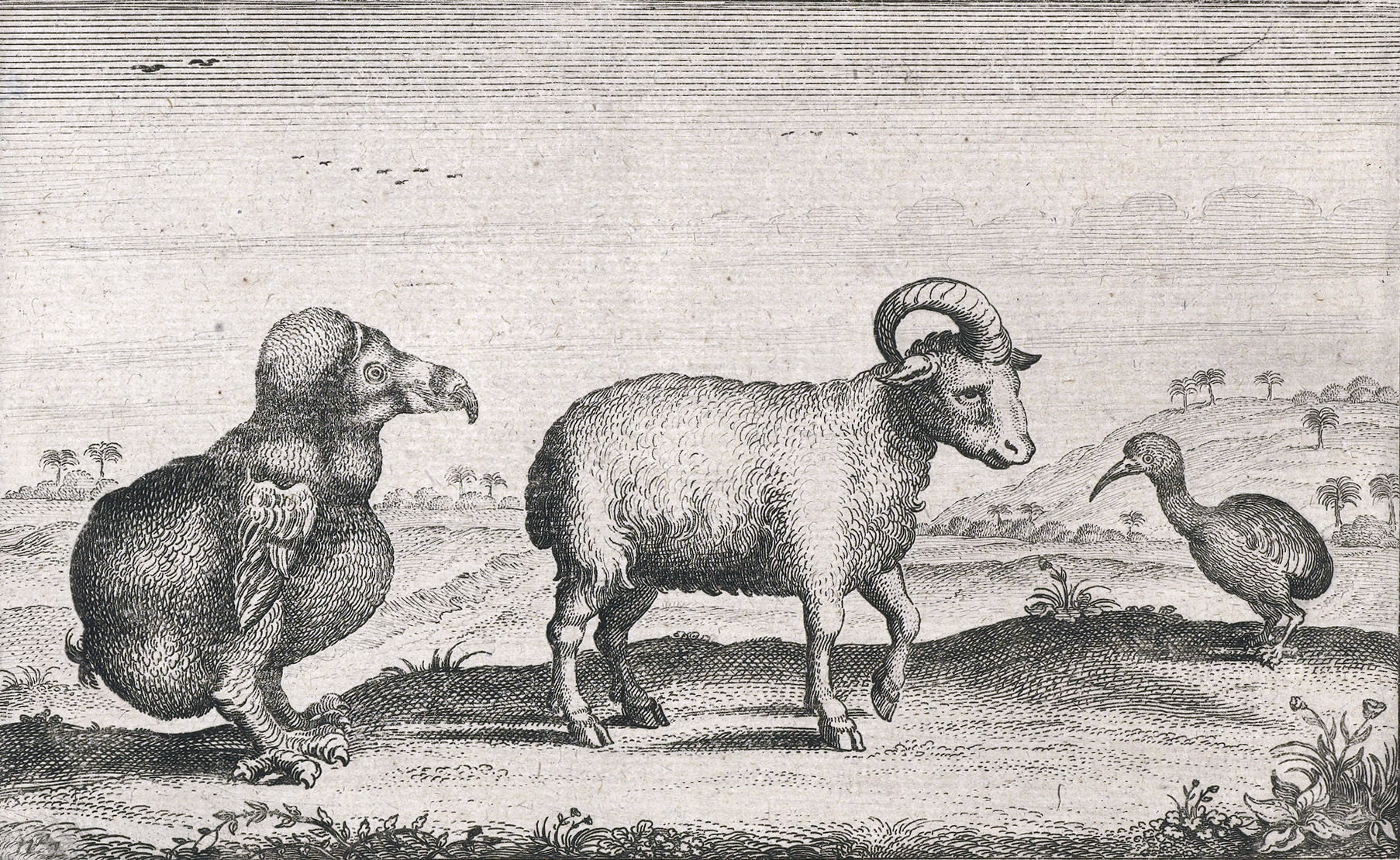
Một con dodo, một con cừu một sừng và một con gà nước đỏ. Tranh vẽ của Pieter van den Broecke, 1617

Có thể những con dodo trên đảo Amber không phải là những thành viên cuối cùng của loài này. Lần khẳng định trông thấy dodo cuối cùng được ghi lại trong sổ sách săn bắn của Isaac Johannes Lamotius năm 1688. Roberts và Solow đã phân tích tài liệu này và đưa ra thời điểm tuyệt chủng ước tính mới là năm 1693 với khoảng tin cậy 95% là giai đoạn 1688–1715. Các tác giả còn chỉ ra rằng vì lần nhìn thấy cuối cùng trước năm 1662 là năm 1638 nên gần như chắc chắn đến thập niên 1660, dodo đã rất hiếm, và như vậy thông tin gây tranh cãi từ một nô lệ đào thoát năm 1674 là không thể bị loại bỏ.
Anthony Cheke đã nêu rằng một số mô tả sau năm 1662 sử dụng các tên "Dodo" và "Dodaers" khi nói đến gà nước đỏ, bởi vậy ông cho rằng năm 1662 là lần quan sát đáng tin cậy cuối cùng. Vào năm 1668 lữ khách người Anh John Marshall, người sử dụng tên gọi "Dodo" và "Red Hen" (gà mái đỏ) để chỉ gà nước đỏ, đã diễn tả thịt (có thể là của dodo hoặc gà nước đỏ) là khó xơi, mô tả này lặp lại vào năm 1681. Errol Fuller đã đặt nghi vấn ngay cả về lần mô tả năm 1662. Trước khi có ý kiến của Cheke, 1681 được cho là năm cuối cùng xuất hiện những thông tin về dodo và vẫn có những người ủng hộ thời điểm đó. Vấn đề thời gian tuyệt chủng của dodo dường như sẽ không bao giờ có lời giải trừ khi những tường thuật cuối cùng về tên gọi đi kèm với mô tả đặc điểm được tái phát hiện. Sách đỏ IUCN đồng tình với lý luận của Cheke và chọn năm 1662, gán cho mọi thông tin sau đó là nói đến gà nước đỏ. Dù bất kể thế nào, dodo gần như chắc chắn tuyệt chủng trước năm 1700, khoảng một thế kỷ sau khi bị con người phát hiện. Vào năm 1710 người Hà Lan rời Mauritius, nhưng đến lúc đó thì dodo cũng như đa phần các loài động vật có xương sống trên cạn lớn đều đã tuyệt chủng.
Mặc dù việc dodo trở nên hiếm thấy đã được thông báo ở thế kỷ 17, sự tuyệt chủng của chúng không được thừa nhận cho đến thế kỷ 19. Điều này một phần là bởi những lý do về tôn giáo, người ta đã không tin chúng tuyệt chủng trước khi điều này được Georges Cuvier chứng minh, và một phần là bởi nhiều nhà khoa học đã nghi ngờ rằng liệu dodo có từng tồn tại. Chúng có vẻ quá xa lạ như một sinh vật và nhiều người đã tin dodo chỉ là một thứ tưởng tượng. Loài chim này được sử dụng làm ví dụ về sự tuyệt chủng do con người gây ra lần đầu trong Tạp chí Penny vào năm 1833.